# Morris Fisher
Morris Fisher   (Youngstown, 4 de maig de 1890 - Honolulu, 23 de maig de 1968) va ser un tirador estatunidenc que va competir a començaments del segle xx. Guanyà cinc medalles d'or en les dues edicions dels Jocs Olímpics que disputà.
El 1920, a Anvers, disputà tres proves del programa de tir. En totes tres guanyà l'or, Rifle lliure 300 metres, 3 posicions, rifle lliure 300 metre, 3 posicions per equips i rifle militar 300 metres, bocaterrosa per equips.
Quatre anys més tard, als Jocs de París, disputà dues proves del programa de tir, amb dues noves medalles d'or en el seu palmarès: rifle lliure, 600 metres i rifle lliure per equips.
A banda guanyà sis campionats del món i va aconseguir cinc rècords del món. Es va retirar de les competicions el 1934 i posteriorment exercí d'entrenador dels tiradors de la Marina dels Estats Units. El 1911 s'havia allistat al Cos de Marines dels Estats Units d'Amèrica. Morí a Hawaii, on es traslladà a viure els darrers anys de la seva vida. El 2009 fou incorporat al United States Marine Corps Sports Hall of Fame.